# Dworzec Petersburski

Der Dworzec Petersburski war ein Kopfbahnhof im heutigen Warschauer Stadtdistrikt Praga-Północ. Der Bahnhof wurde Anfang der 1860er Jahre als Endstation der Petersburg-Warschauer Eisenbahn errichtet und nach dem Ersten Weltkrieg abgerissen. Er wurde durch den im Jahr 1920 in rund 400 Meter Entfernung provisorisch errichteten Dworzec Wileński (heute: Warszawa Wileńska) ersetzt.

## Geschichte
Im ostwärts der Weichsel liegenden Warschauer Stadtgebiet Praga wurden im 19. Jahrhundert auf Basis entsprechender Lizenzerteilungen durch Behörden des Russischen Zarenreichs drei Bahnhöfe gebaut: Dworzec Petersburski im Jahr 1862, Dworzec Terespolski 1867 (Warschau-Terespoler Eisenbahn) und als letztes im Jahr 1877 Praga Nadwiślanka. An diesem Bahnhof führte die vierte im Weichselland gebaute Eisenbahnlinie (Weichselbahn) vorbei; das im Ersten Weltkrieg zerstörte Bahnhofsgebäude befand sich im Stadtteil Bródno des heutigen Stadtbezirks Targówek.
Der bis 1862 errichtete Dworzec Petersburski war nach dem bereits 1845 fertiggestellten Dworzec Wiedeński auf der westlichen Seite der Weichsel der zweite Bahnhof Warschaus. Er diente als Endstation einer Eisenbahnlinie, die durch Białystok und Vilnius führte und Warschau mit der Hauptstadt des russischen Reiches, St. Petersburg, verband. Die Straßennamen Ulica Białostocka und Ulica Wileńska erinnern noch heute daran. Die Ulica Wileńska wurde zur Hauptverkehrsader des rund um den Bahnhof entstehenden Stadtteils Nowa Praga. Die Bahnhofsanlage war mit Gleisen der russischen Breitspurweite ausgestattet. Vom hier verkehrten regelmäßig Personen- und Güterzüge zwischen Warschau und St. Petersburg. Anfangs fuhren zwei Züge täglich ab – vormittags ein Personenzug, nachmittags ein Güterzug. Die Post wurde in dem Personenzug transportiert. Eine Fahrkarte nach St. Petersburg in der ersten Klasse kostete im Jahr 1904 21,50 Rubel, in der zweiten Klasse 12,90 Rubel und in der dritten Klasse 8,60 Rubel.
Die Bahnhofsvorschriften besagten unter anderem:

„Nachdem Sie einen Platz im Abteil eingenommen haben, ist es besonders beim Schlafengehen gut, die Tür mit der Kette zu schließen, um zu verhindern, dass während des Schlafes Personen das Abteil betreten, die es bei Eisenbahnfahrten im Königreich (leider) reichlich gibt.“

Um Fernreisenden die Weiterfahrt in Ost-West- oder West-Ost-Richtung zu ermöglichen, verkehrte seit Dezember 1866 zwischen den beiden ersten Warschauer Kopfbahnhöfen eine pferdegezogene Tram, mit der die Weichsel auf der Most Kierbedźia überquert wurde. Aus dieser etwa sechs Kilometer langen Linie entstand später das Straßenbahnsystem Warschaus.

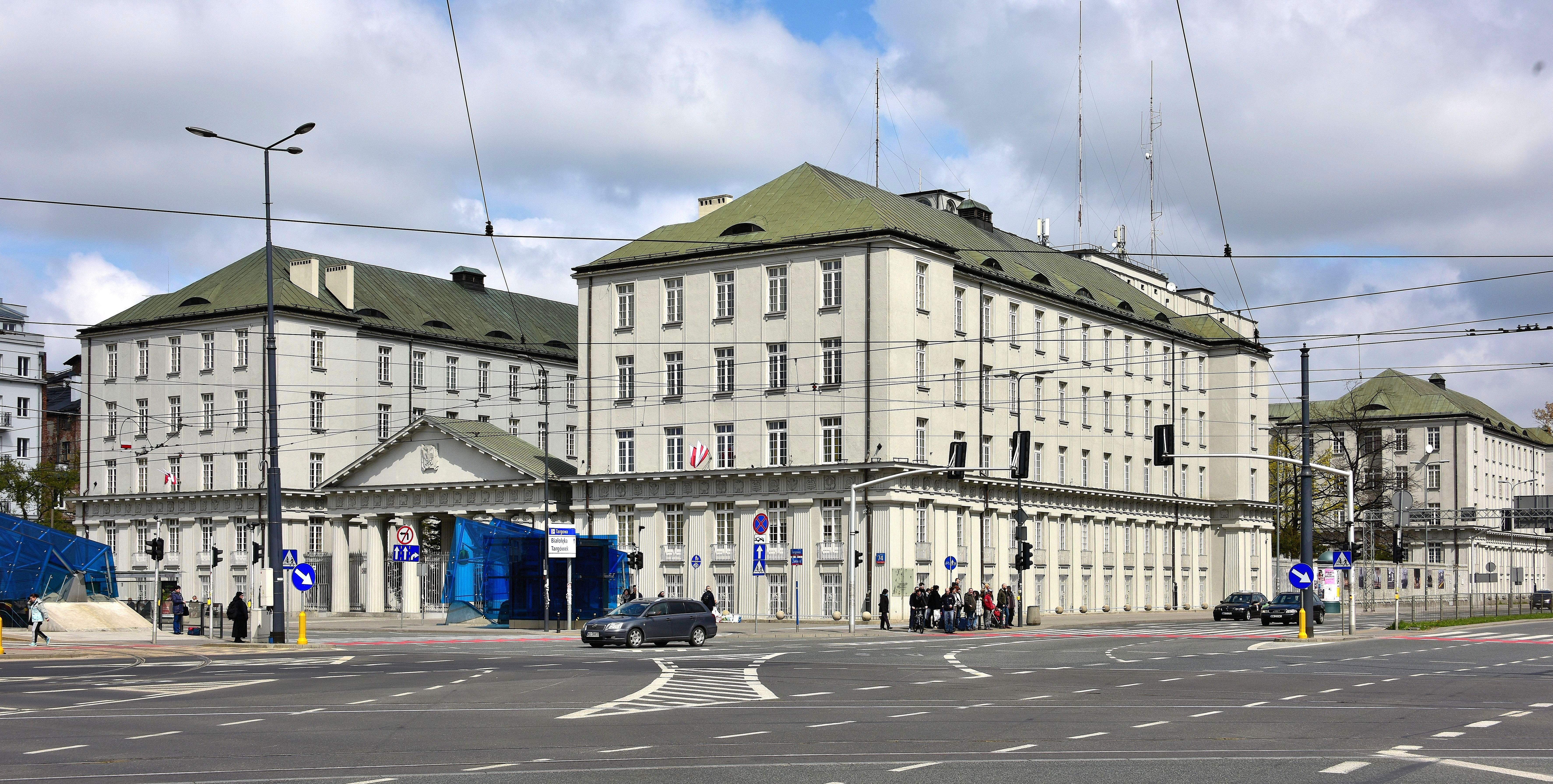
Das 1928 fertiggestellte Gebäude der Direktion der Polskie Koleje Państwowe, heute Zentrale der PKP Polskie Linie Kolejowe, Ulica Targowa 74

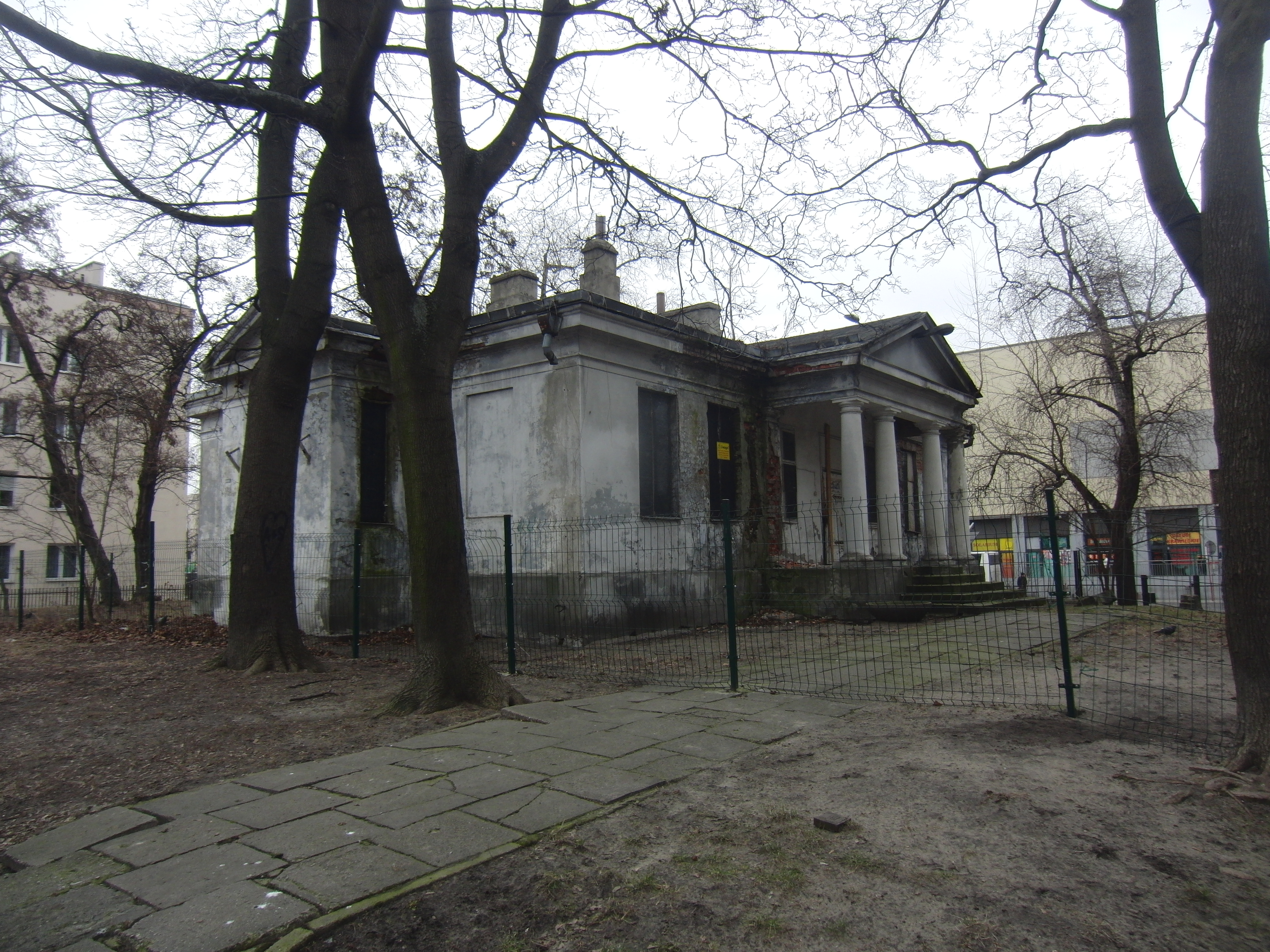
Das leerstehende Szuszkiewicz-Palais im Jahr 2015

Am 31. August 1897 – rund ein Jahr nach seiner Krönung – kam Zar Nikolaus II. bei einem Besuch Warschaus auf dem Bahnhof an. Bei seiner Ankunft wurde er von Kanonenschüssen der Artillerie der Warschauer Zitadelle und Glockengeläut der katholischen und orthodoxen Kirchen Warschaus begrüßt. Am 4. September verließ der Zar über den St. Petersburger Bahnhof die Stadt in Richtung Białystok nach Białowieża, wo er einige Tage verbrachte.
1915 zerstörten die abziehenden russischen Truppen das Bahnhofsgebäude. Nach Einmarsch der deutschen Truppen in Warschau trug der nicht wieder aufgebaute Bahnhof bis Kriegsende die Bezeichnung Warschau Petersburger Bahnhof.
Nach dem Krieg wurde der Bahnhof in Dworzec Wileński umbenannt und in Richtung Ulica Białostocka verlegt. Die Bahnhofsruine in der Ulica Wileńska wurde abgerissen, Gleisanlagen an dieser Stelle demontiert. Auf dem westlichen Teil des Bahnhofsgeländes wurde in den Jahren 1927 und 1928 das monumentale Direktionsgebäude der polnischen Staatsbahnen errichtet. Der Komplex, in dem sich heute der Sitz der PKP Polskie Linie Kolejowe befindet, besteht aus sieben, teilweise miteinander verbundenen Gebäuden im modernistischen Stil mit klassizistischen Elementen (z. B. an der Frontseite zur Ulica Targowa ein zentraler Portikus mit krönenendem Dreiecksgiebel) und verfügt über rund 100.000 Quadratmeter Nutzfläche. Er basiert auf einem Entwurf von Marian Lalewicz. Ab September 1944 war die Gebäudegruppe vorübergehend Sitz der Warschauer Stadtverwaltung und ab Februar 1945 waren hier kurzfristig Regierungsbehörden untergebracht. Ebenso entstanden auf dem vormaligen Bahnhofsgelände Mietshäuser für Eisenbahner.
Auf dem ostwärtigen Teil war bereits 1920 unter Wiederverwendung von Ziegeln des abgerissenen Bahnhofsgebäudes ein eingeschossiges Gebäude im Stil eines polnischen Herrenhauses errichtet worden – das Szuszkiewicz-Palais. Das noch stehende Gebäude mit einem Portikus mit vier Säulen diente als Büro und Wohnung des Architekten Wacław Szuszkiewicz, der den weiter südlich neu errichteten Dworzec Wileński entworfen hatte. An Stelle einer Drehscheibe und bis in die 2000er Jahre erhaltener, ehemaliger Werkstätten und Lokschuppen des Dworzec Petersburski auf Höhe der Ulica Konopacka wurden nach deren Abriss bzw. Sanierung im Jahr 2010 ein Apartmenthaus errichtet und ein Lidl-Supermarkt eröffnet.

## Lage und Architektur
Der Bahnhof wurde in den Jahren 1859 bis 1862 an der Südseite der Ulica Wileńska zwischen den Einmüngen der heute dort verlaufenden Straßen Ulica Inżynierska und Ulica Konopacka errichtet. Das von Narcyz Zborzewski, einem Absolventen der Kaiserlichen Akademie der bildenden Künste in St. Petersburg entworfene Gebäude war ein massives, entlang der Eisenbahntrasse verlaufendes Gebäude im Stil des St. Petersburger Klassizismus. Zwischen dem Bahnhof und der Straße befand sich eine großzügige Auffahrt, die als Foksal bezeichnet wurde. Die Gestaltung des Gebäudes wurde von zeitgenössischen Medien nicht positiv bewertet. Die Fassadenmitte des Gebäudes befand sich etwa auf der Höhe der heutigen Ulica Zaokopowa.
Das Gebäude war in der damals bereits veralteten Arkadenoptik gestaltet. Es war eingeschossig, die gesamte Breite verfügte über 33 Fensterachsen. Das Zentral- sowie die beiden Gebäude an den Flügelenden waren zwei- bzw. dreigeschossig. Der Komplex ähnelte von der Straßenseite einem großen Palast. Die Fenster waren halbkreisförmig geschlossen. In der Mitte des Metalldaches des Zentralgebäudes befand sich ein Tympanon in einem Giebeldreieck, das eine Uhr beinhaltete. Der Eingang wurde durch eine gusseiserne Konstruktion überdacht. Im Bahnhof gab es eine Fahrkartenhalle, Restaurants und Warteräume für die verschiedenen Klassen.
Die Architektur sollte russische Besucher an die Heimat erinnern. Da 1867 nur 300 Meter entfernt auch die orthodoxe Maria Magdalena-Kathedrale errichtet wurde, entstand so ein russisch geprägter Ort in Warschau, der auch den Herrschaftsanspruch des russischen Reiches dokumentierte.

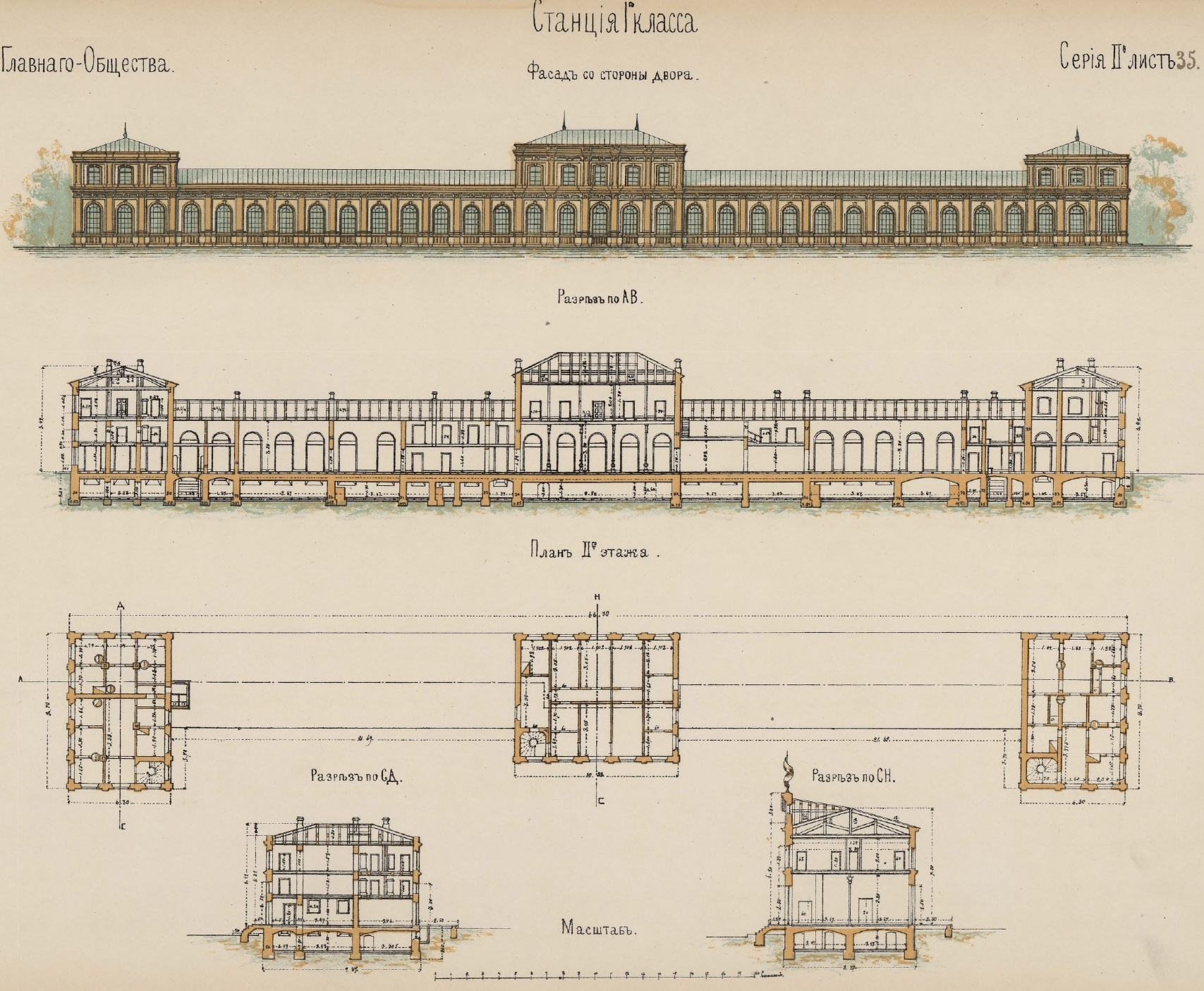
Grundriss, Querschnitt und Ansicht des Bahnhofsgebäudes, 1872
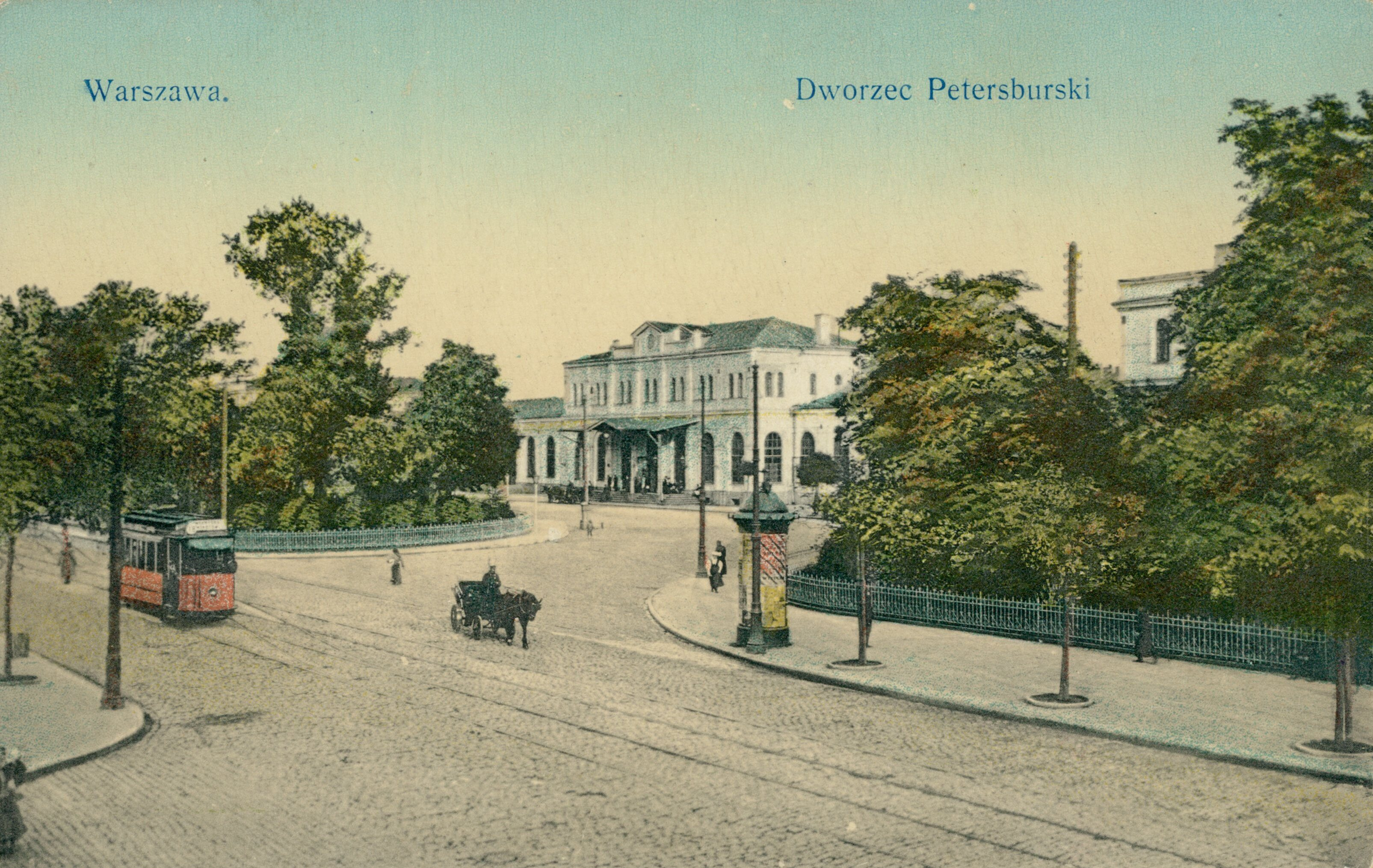
Postkarte von 1912. Im Vordergrund verläuft die Ulica Wileńska
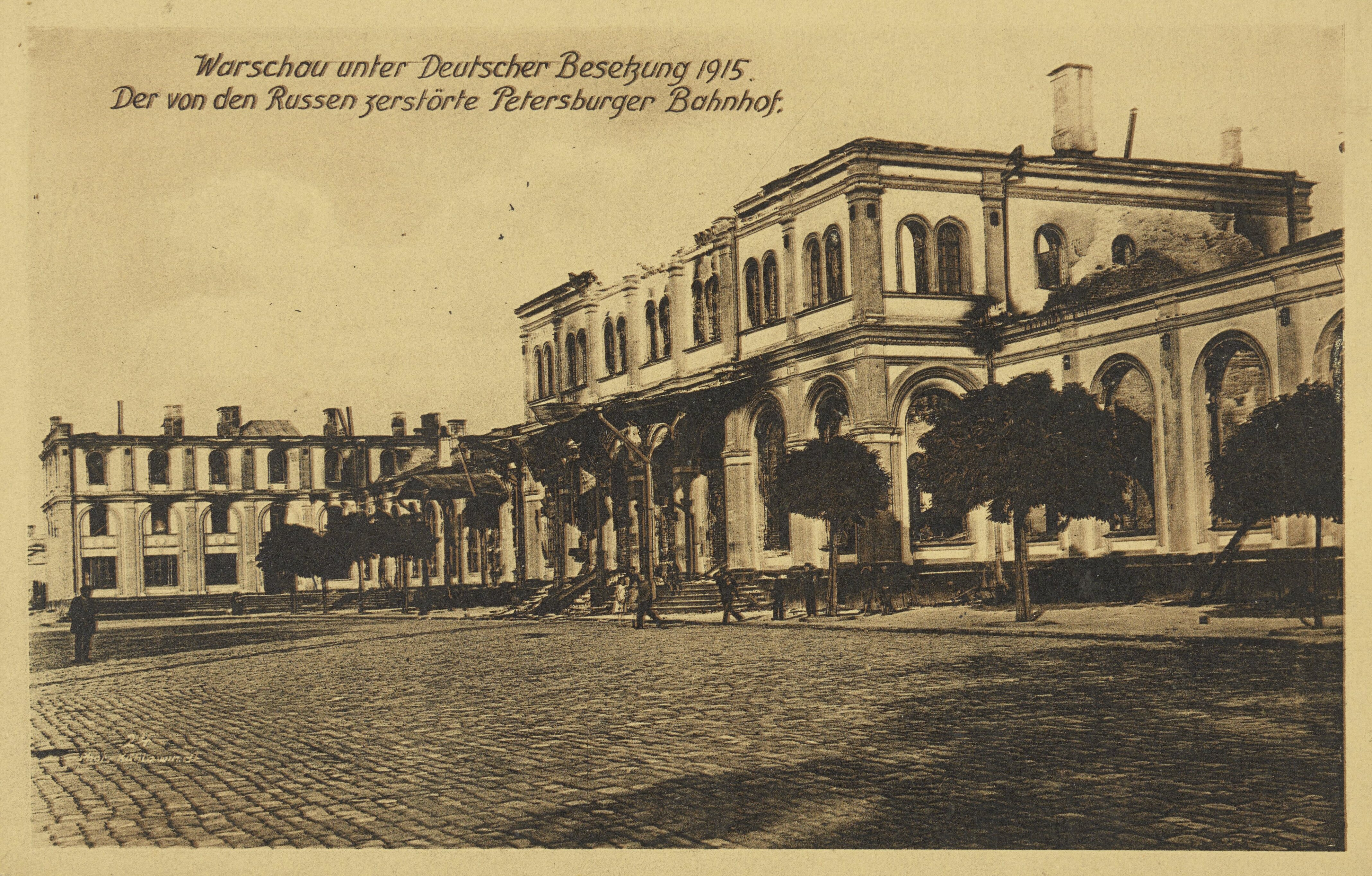
Der von den Russen zerstörte Bahnhof im Jahr 1915
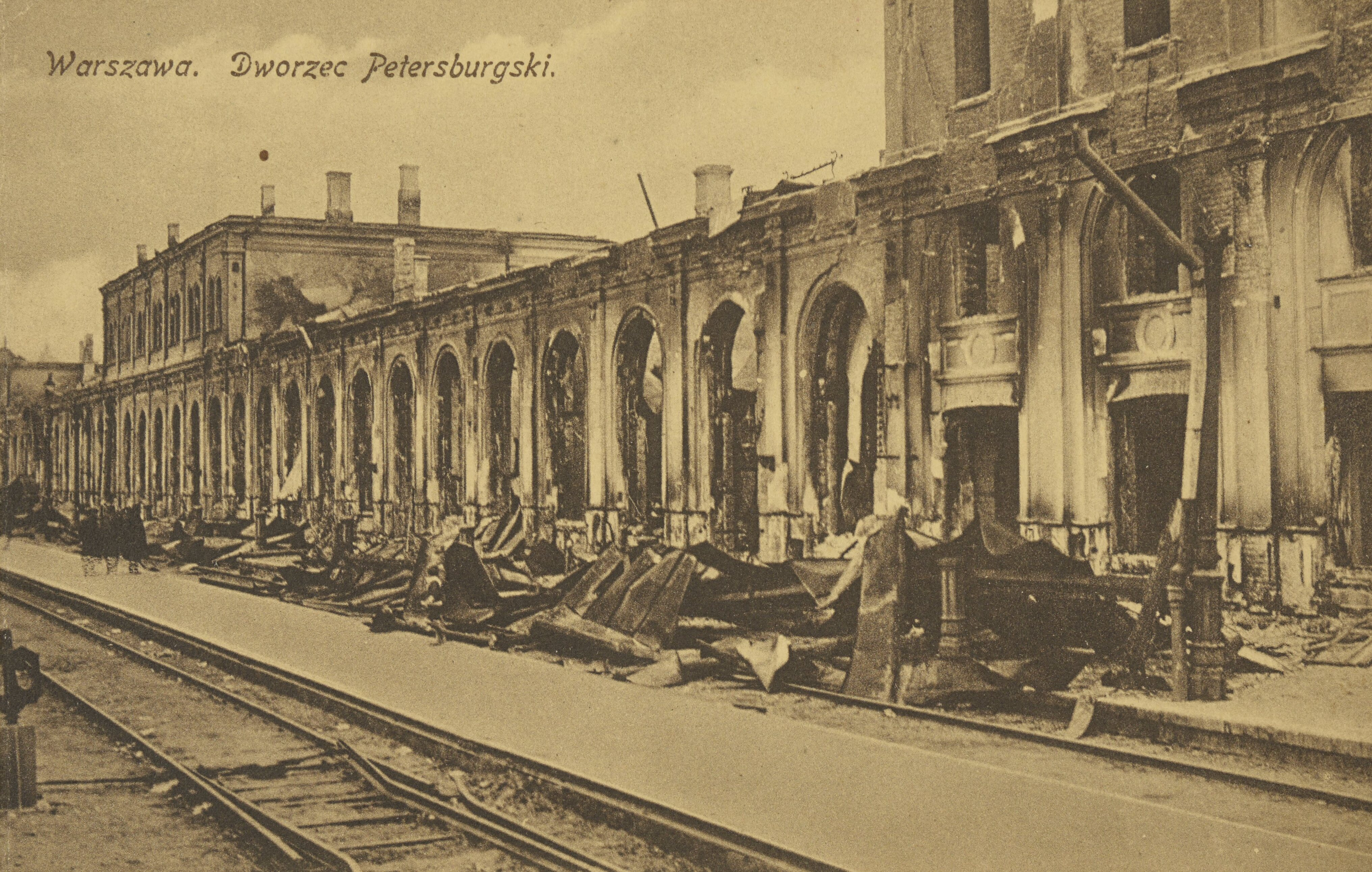
Postkarte von 1915: Zerstörte Bahnsteigseite des Bahnhofs

## Nachfolgerbahnhof
Nach dem Ende des Ersten Weltkriegs und dem sich anschließenden Polnisch-Sowjetischen Krieg wurde die Strecke zwischen Warschau und Vilnius auf Normalspur umgestellt. Da die Verbindung nach Vilnius vorrangig wurde, erhielt der in einem 1920 errichteten, provisorischen Gebäude untergebrachte Bahnhof den Namen Dworzec Wileński. Dieses Gebäude lag auf der anderen Seite der heutigen Aleja "Solidarności" an der Ulica Targowa in einer Entfernung von etwa 400 Metern. Ab 1923 wurde der neue Bahnhof als Warszawa Wileńska bezeichnet.